# SM-62 Snark
Нортроп SM-62 «Снарк» (англ. Northrop SM-62 Snark, с 1947 по 1951 годы обозначалась SSM-A-3, с 1951 по 1955 — B-62) — американская стратегическая межконтинентальная крылатая ракета (КР). По американской классификации того времени — «беспилотный бомбардировщик» (pilotless bomber). Единственная когда-либо принятая на вооружение межконтинентальная крылатая ракета. Состояла на вооружении ВВС США с 1958 по 1961 год (фактически, боевое дежурство несла лишь в 1961 году) и вскоре была списана из-за морального устаревания.

## История
Работа над программой крылатых ракет большой дальности началась в 1946 году. В разработке находились два проекта, названные в честь персонажей Льюиса Кэррола — дозвуковой самолёт-снаряд MX775A «Снарк» (англ. Snark) и сверхзвуковой MX775B «Буджум» (англ. Boojum). Малый интерес со стороны ВВС к программе, обусловленный недоверием руководства к беспилотным бомбардировщикам, едва не привёл к её закрытию в том же году, но благодаря вмешательству Джона Нортропа и будущего первого начальника ВВС Карла Спаатца программа была спасена.
Несмотря на их вмешательство, финансирование осуществлялось по остаточному принципу до 1955 года, когда президент Эйзенхауэр издал распоряжение о высшем приоритете работ над МБР и стратегическими ракетными программами.
К этому моменту заложенные в проект требования уже считались устаревшими, но тем не менее программа продолжалась. Первые лётные испытания у острова Вознесения, начавшиеся в 1957 году, дали крайне неудовлетворительный результат. Круговое вероятное отклонение (КВО) ракеты оказалось равным почти 31,5 км, что было чересчур даже для ядерной боевой части. Проблему удалось решить, применив систему астрокоррекции, что позволило свести КВО к вполне допустимым 7 км.
Техническая надёжность системы также была низкой. Необходимость поддержания траектории полёта с заданной точностью на всём протяжении длительного, 12-часового трансполярного перелёта от пунктов базирования на территории США к объектам на территории СССР привела к усложнению и, как результат, низкой надёжности навигационной системы. На испытаниях система управления часто проявляла тенденцию увода ракеты от заданного курса.

## Техническое описание
Межконтинентальная крылатая ракета «Снарк» была выполнена по схеме «бесхвостка» с высокорасположенным стреловидным крылом. Длина ракеты составляла 20,47 метра при размахе крыла 12,88 метра и стартовой массе 21 839 кг (27 200 кг с учётом массы стартовых ускорителей).
Двигательная установка снаряда состояла из турбореактивного двигателя J-57 компании Пратт-Уитни и двух твердотопливных стартовых ускорителей компании Аэроджет-Дженерал, необходимых для старта без разгонной катапульты или длительного разбега.
Радиус действия ракеты составлял около 10 180 км при средней скорости 1050 км/ч. Потолок достигал 17 000 метров, что было уже недостаточно по меркам времени, чтобы являться неуязвимой для средств ПВО и перехватчиков. Теоретическое КВО составляло около 2,4 км, но на практике таких результатов редко удавалось добиться (наименьшее отклонение на испытаниях составило 7,5 км). При необходимости система управления могла выполнить противозенитный манёвр на угол до 90 градусов с последующим возвращением на курс. Запоминающее устройство ракеты могло хранить в памяти до 8 заранее запрограммированных манёвров.
Система управления ракеты была основана на астрокоррекции, с предельным отклонением от курса до 120 км. Комплекс управления состоял из 3 телескопов, фиксируемых на соответствующих звёздах. Эта часть конструкции была одной из самых сложных и ненадёжных, и подавляющее большинство отказов ракет было связано именно с блоком астровизирования. Существовала резервная система радиокомандного управления, применяемая лишь на небольших расстояниях.
Головная часть ракеты была отделяемой (для проведения атаки цели на сверхзвуковой скорости) и снаряжалась 4-мегатонной боевой частью W39. При приближении к расчётной цели на 80 км ракета переходила в режим разгона на высоте до 18 км и вблизи цели происходило отделение головной части при помощи пиропатронов, которая продолжала полёт к цели по баллистической траектории. Основной корпус ракеты при этом разрушался, создавая облако радиоконтрастных осколков, маскирующих полёт боевой части от средств обнаружения. Мощность боевой части в определённой мере компенсировала низкую точность ракеты.
Старт ракеты осуществлялся с бустера, с лёгкой подвижной платформы. В этом было одно из немногих преимуществ «Снарка» над МБР, обретшими мобильность много позже. Система управления снаряда могла вывести его на цель даже при весьма сильном отклонении от точки старта.
Интересной особенностью ракеты являлась возможность (при условии отмены боевого задания) приведения её к аэродрому и приземления для повторного использования. Из-за отсутствия шасси, для посадки ракеты подходили только очень ровные аэродромы — такие как лётное поле Skid Strip на Базе ВВС США на мысе Канаверал.

## Предполагаемое применение
Основным назначением для ракеты «Снарк» должны были быть трансполярные атаки объектов второстепенной важности в глубине территории СССР. В отличие от пилотируемых бомбардировщиков B-47 и B-52, SM-62 не нуждался в самолётах-заправщиках, был менее зависим от погодных условий. Также КР SM-62 была гораздо дешевле и в силу малых размеров значительно сложнее обнаруживалась радарами даже при сплошном радарном покрытии. В подобном рассмотрении, применение его в качестве вспомогательного средства для ударов по второстепенным объектам было оправдано, с учётом недостатков радарного покрытия Сибири в середине 1950-х годов.
В то же время, «Снарк» был более уязвим в случае обнаружения противником. По скорости КР «Снарк» (0,94М) уступала скорости современных истребителей, а отсутствие пилота и оборонительного вооружения не позволяло избегать их атаки. Значительную угрозу также представляли комплексы ПВО С-25 и С-75.

## Развёртывание
Затянувшаяся разработка привела к тому, что в 1958 году было развёрнуто одно крыло стратегических ВВС, вооружённое ракетами «Снарк». Первая ракета была поставлена на вооружение 702-го стратегического ракетного крыла в штате Мэн в январе 1958 года, но только в 1961 году крыло обрело боевой статус.
В распоряжении крыла имелось тридцать стоявших на дежурстве ракет «Снарк», размещавшихся в шести железобетонных ангарах. Имелись две готовые пусковые площадки, за каждой из которых было закреплено по две ракеты — одна в 15-минутой и одна в 30-минутной готовности к запуску. Остальные ракеты, находившиеся в ангарах, были разделены на 4-часовую, 3-дневную и 5-дневную степень готовности. Комплекс также включал контрольные здания, залы для технического обслуживания ракет, хранилище ядерных боевых частей и здания для размещения персонала.
25 мая 1959 года база была официально поставлена на боевое дежурство. В феврале 1961 она приобрела боевой режим готовности, с четырьмя ракетами в постоянной готовности к пуску.
В июне 1961 года президент Кеннеди закрыл программу «Снарк» как морально устаревшую.

## Аналоги
MX-767 Banshee, проект беспилотного межконтинентального самолёта-снаряда на базе бомбардировщика B-29, кратковременно рассматривавшийся в 1940-х годов.
 Сверхзвуковая межконтинентальная крылатая ракета SSM-A-5 «Буджум», разрабатывавшаяся с 1946 по 1951 год. Проект эволюционировал в SM-64 Navaho.
 Сверхзвуковая межконтинентальная крылатая ракета SM-64 «Навахо», разрабатывавшаяся с 1951 по 1957 год. Программа закрыта после лётных испытаний.
 SLAM, циркумпланетарная (кругосветная)  крылатая ракета с ядерным двигателем, разрабатывавшаяся с 1957 по 1967 год. Закрыта после стендовых испытаний ядерного двигателя Плутон ввиду технической сложности и крайней экологической опасности.
 Сверхзвуковая межконтинентальная крылатая ракета «Буря», разрабатывавшаяся с 1954 по 1960 год. Программа закрыта после лётных испытаний.
 Сверхзвуковая межконтинентальная крылатая ракета «Буран», разрабатывавшаяся с 1954 по 1957 год. Программа закрыта.
 Сверхзвуковая крылатая ракета средней/большой дальности Robot 330, разрабатывавшаяся с 1957 по 1959 год.

## Комментарии
1. ↑  Поэма The Hunting of the Snark
2. ↑  Также считается, что причиной исходно плохих результатов были несовершенные методики картирования Острова Вознесения — «Personal interview with George F. Douglas, Chief Project Engineer, ca. 1967»
3. ↑  Наиболее известным стал курьёзный случай с ракетой «Снарк», обнаруженной в 1958 году в джунглях Бразилии.
4. ↑  Способная несколько раз обогнуть земной шар.